# 13º Reggimento carabinieri "Friuli Venezia Giulia"
Il 13º Reggimento Carabinieri "Friuli Venezia Giulia", con sede in Gorizia, è un reparto dell'organizzazione mobile dell'Arma dei Carabinieri, inquadrato nella 2ª Brigata Mobile, grande unità di cui fanno parte anche il 7º Reggimento Carabinieri "Trentino-Alto Adige", il 1º Reggimento Carabinieri paracadutisti "Tuscania" ed il Gruppo di Intervento Speciale e dipendente dal Comando delle unità mobili e specializzate carabinieri "Palidoro".
Il reggimento, nato nel 2001 dall'elevazione a livello superiore del preesistente Battaglione, è un reparto mobile con propensione all'impiego estero.

## Storia
Il 21 dicembre 1940, fu costituito con personale tratto dalla Legione territoriale carabinieri di Bologna, il “XIII Battaglione Carabinieri Reali Mobilitato” che, con l'ingresso dell'Italia nella Seconda guerra mondiale, fu impiegato sul fronte albanese, per essere poi sciolto l'8 settembre 1943 a seguito dell'armistizio di Cassibile.

### Il battaglione mobile
Il 5 novembre 1947, fu istituito a Padova, alle dipendenze della locale Legione Territoriale Carabinieri, il “Battaglione Mobile Carabinieri Gorizia”, per soddisfare le esigenze della frontiera orientale, concorrere nei servizi di ordine e sicurezza pubblica e partecipare alle operazioni di soccorso alle popolazioni in caso di calamità.
Il 31 gennaio dell'anno successivo, il Reparto si trasferì dal capoluogo patavino a Gorizia per poi assumere, il 1º marzo 1950, la denominazione di “XIII Battaglione Mobile Carabinieri” e transitare, il successivo 1º novembre, alle dipendenze della Legione Territoriale Carabinieri di Udine.

### Il battaglione meccanizzato
Il 15 ottobre 1964, lo Stato Maggiore dell'Esercito dispose che il Battaglione CC dipendesse dal V Corpo d'Armata dell'Esercito per l'attività addestrativa (in tempo di pace) e per l'impiego operativo in zone di combattimento (in tempo di guerra).

La compagnia carri del btg, con i Leopard

Il 13 febbraio 1976, il Reparto assunse la qualifica di corazzato (al posto di meccanizzato) e la denominazione di “13º Battaglione Carabinieri M.O. Gallo”; con Decreto del presidente della Repubblica, il successivo 12 novembre, fu conferita all'unità la Bandiera di Guerra.
Il 1º settembre 1977, il Battaglione divenne Comando di Corpo e, il successivo 1º dicembre, transitò alle dipendenze dell'11ª Brigata Carabinieri, lasciando invariata la dipendenza dal V Corpo d'Armata, limitatamente all'impiego in tempo di guerra.
Il 1º febbraio 1978, il Reparto assunse la denominazione di 13º Battaglione Carabinieri “Friuli Venezia Giulia”.
Il 7 gennaio 1988, lo Stato Maggiore dell'Esercito, nel contesto delle modifiche al Piano Generale per l'impiego delle forze in emergenza, dispose il cambio di dipendenza del Reparto dal V Corpo d'Armata al Comando della Regione Militare Nord-Est.
Fra i vari comandanti del reparto, vi è stato il Tenente Colonnello Gianfrancesco Siazzu, in seguito divenuto Comandante Generale dell'Arma dei Carabinieri.
Dal 1991 unità del battaglione hanno cominciato a essere utilizzate nelle missioni militari italiane all'estero.

### Il reggimento
Il 15 settembre 2001, elevato a Reggimento, il Reparto transitò alle dipendenze della neo-istituita 2ª Brigata Mobile Carabinieri, per una propensione all'impiego estero.
Nel 2003 il 13º Reggimento Carabinieri “Friuli Venezia Giulia” inaugura il quadro delle operazioni Task Force MSU di "Antica Babilonia" in Iraq, issando il tricolore nella base denominata "Animal House", prima occupata dal 216º Sea Heavy Troopers dello US Marines Corps. In quel luogo sorgerà la base "Libeccio", primo e unico avamposto delle FF.AA. italiane in pieno centro abitato, nella città di Nassirya.
Il 12 novembre 2003, mercoledì, alle ore 10.38 nel primo degli attentati di Nāṣiriya, la base Libeccio viene attaccata e distrutta da un commando suicida. Il 13º Reggimento pagò il contributo di sangue più alto, lasciando sul campo il vicebrigadiere Ivan Ghitti, l'appuntato scelto Andrea Filippa ed il maresciallo ordinario Daniele Ghione. Rimasero gravemente feriti il maresciallo ordinario Riccardo Saccotelli di guardia all'ingresso della base e i carabinieri scelti Mario Alberto Caldarone e Matteo Stefanelli di guardia sul tetto. Nell'atto di resistere all'attacco, il dispositivo di guardia del 13º Reggimento diede prova di non comune ardimento ma venne travolto dall'esplosione di quattro tonnellate di esplosivo (10 volte la quantità di tritolo usato nella Strage di Capaci) contenuto nel camion-bomba impiegato dai miliziani per portare l'attacco fin sotto le mura della palazzina. Tuttavia, la reazione a fuoco dei carabinieri determinò l'arresto a distanza - nel limite delle mura perimetrali - del veicolo, limitando così in maniera considerevole il numero delle vittime. Nessuna onorificenze è stata riconosciuta dallo stato italiano al personale di guardia.
È il 25 maggio del 2012, alle ore 08.50 (locali), che il reggimento ha un altro caduto durante una missione all'estero. Ad Adraskan, nella provincia di Herat (Afghanistan), un razzo da 107mm colpisce la garitta posta a protezione dell'area del poligono del campo di addestramento della polizia afghana, uccidendo il carabiniere scelto Manuele Braj, trentenne e padre di un bimbo di soli 8 mesi e ferendone altri due in modo grave.
Il 22 febbraio 2021 cade in un agguato in Congo il carabiniere del 13º Vittorio Iacovacci, di scorta all'ambasciatore italiano Luca Attanasio.

Venezia, Joint Small Operation 2018 - 13º Rgt. C.C. "F.V.G."

## Compiti
Il Reggimento esprime un'elevata propensione all'impiego di proprie risorse nei servizi "fuori area", partecipando col proprio personale a molte missioni all'estero, concorrendo a formare buona parte dei contingenti per i Reggimenti IPU (Integrated Police Unit) in Bosnia ed Erzegovina, MSU (Multinational Specialized Unit) in Bosnia, Iraq e Kosovo, impiegando nuclei di polizia militare per la missione UNIFIL in Libano, operando anche in Albania, FYROM, Haiti (in occasione del tragico sisma che ha annientato la già precaria struttura amministrativa di quel paese), Georgia, Eritrea, Palestina, Ciad, Somalia, Libia, Gibuti. Attualmente l'impegno maggiore è in Afghanistan per le operazioni di NTM-A (NATO Training Mission) ed in Iraq per le attività addestrative a favore di varie componenti delle forze di sicurezza locali. Inoltre, il Reggimento fornisce aliquote di polizia militare ed anche team di vigilanza e scorta per alcune delle ambasciate italiane presenti in paesi definiti "a rischio".
Da sempre il Reggimento, e prima il battaglione, è stato impiegato anche in compiti di ordine pubblico, prestando servizio in caso di eventi di rilevanza nazionale come manifestazioni di piazza o incontri calcistici, criticità come la cosiddetta "emergenza rifiuti" a Napoli, a Lampedusa per l'emergenza profughi o ancora in Val di Susa per le manifestazioni "No TAV". Di recente il Reggimento ha fornito importanti assetti impiegati in Milano durante l'esposizione universale "EXPO 2015".
Da non dimenticare l'impiego del personale nelle operazioni di soccorso a seguito di calamità naturali:
- terremoto del Friuli[1]
- terremoto dell'Irpinia
- terremoto in Umbria
- terremoto a L'Aquila
- terremoto in Emilia
- terremoto in Lazio e Marche

## Reclutamento e formazione

Venezia, Joint Small Operation 2018 - 13º Rgt. C.C. "F.V.G."

Venezia, Joint Small Operation 2018 - 13º Rgt. C.C. "F.V.G."

Il 13º Reggimento Carabinieri “Friuli Venezia Giulia” è composto da tre compagnie operative più una Compagnia Comando e Servizi.
Il personale del Reggimento è addestrato mediante un impegnativo percorso di formazione professionale.
Gli aspiranti operatori frequentano un corso della durata di circa 6 mesi (in passato durava 15 settimane) suddivisi in due fasi: di base (1ª fase) e specialistica (2ª fase), con test pratici e teorici intermedi e finali per ogni modulo, con lo studio teorico e pratico di numerose materie tra cui, addestramento individuale al combattimento, tecniche di tiro avanzato con varie armi ed in varie situazioni, NBCR, CQB, FIBUA, BRICK e RAI. Inoltre, discipline indispensabili alla formazione sono: le tecniche di Counter IED, topografia e orienteering, pronto soccorso operativo, scorte di personalità in ambiente civile o durante operazioni militari (VIP, C.ti di GU, ambasciatori), tecniche di interdizione e controinterdizione, movimento di pattuglia appiedato e utilizzando veicoli, tecniche di controllo della folla, guida fuoristrada, impiego operativo di corde (roccia ed edifici). Al termine del corso, i militari del 13º Reggimento acquisiscono la qualifica di "operatore aree di crisi" e consolidano ed accrescono le loro competenze effettuando continui cicli di mantenimento ed aggiornamento. La formazione individuale viene poi ulteriormente ampliata con la frequenza a vari corsi, quali tiratore scelto, istruttore militare di educazione fisica e di difesa personale, istruttore di tiro, istruttore di polizia militare, pattugliatore scelto, intelligence, ed un particolare corso ISAF PAT (Police Advisory Team) per la consulenza agli ufficiali delle forze di sicurezza afghane relativamente ad ogni ambito di polizia e militare.
Un numero sempre crescente di carabinieri del Reggimento è ora addestrato ed impiegato con compiti antiterrorismo, costituendo team di elevata specializzazione e dotati di equipaggiamento particolare per prevenire ed affrontare rapidamente e con incisività tale minaccia.

## Uniforme
Le uniformi indossate dagli operatori dei Reggimenti della 2ª Brigata Mobile sono principalmente due. Una è la cosiddetta "Rip-Stop", uniforme blu notte da combattimento, che si differenzia dalla tuta da ordine pubblico (anch'essa in dotazione per i servizi di O.P.), prerogativa dei Battaglioni e Reggimenti Mobili della 1ª Brigata Mobile. L'altra è la policroma vegetata, una mimetica adottata dall'Esercito Italiano. Una nota particolare da segnalare è il basco in uso ai due Reggimenti, come per il 7º Reggimento Carabinieri "Trentino-Alto Adige", alla fine del corso di accesso al reparto, gli operatori del 13º Reggimento vengono insigniti del basco NERO con fiamma brunita, ESCLUSIVA dei Reggimenti della 2ª Brigata Mobile (eccetto il 1º Reggimento Tuscania e il GIS,  che vestono il basco amaranto da paracadutista), che viene indossato su tutte le uniformi in uso ai Militari facenti parte del compartimento della 2ª Brigata Mobile. Questo basco, a differenza della 1ª Brigata Mobile e del compartimento territoriale Arma che indossa il basco “Turchino” (blu notte), viene indossato anche nelle uniformi ordinarie (invernale / estiva), peculiarità designata alla sola 2ª Brigata Mobile e agli Squadroni Eliportati Cacciatori.

## Armamento individuale
L'operatore è di base equipaggiato con pistola Beretta 92 FS e fucile SCP 70/90 o Beretta ARX160. In base alle esigenze, poi, alcuni operatori vengono equipaggiati con dotazioni particolari, come alcuni fucili di precisione (l'Heckler & Koch PSG-1, il Mauser 66 SP, l'Accuracy) o il lanciagranate M203. È previsto anche l'utilizzo di armi di squadra, come l'MG 42/59, la Browning M2, la FN Minimi, il Panzerfaust 3; per quanto riguarda i fucili ad anima liscia è invece in uso il Franchi SPAS-MIL 15.

## Mezzi
Tra i mezzi in dotazione i più comuni sono il IVECO VM Telonato e Protetto ed IVECO C-18 / IVECO C-17 per l'ordine pubblico, Land Rover 90 passo lungo, Land Rover Discovery 4, Iveco RG-12. Il 7º ed il 13º Reggimento hanno avuto in dotazione in passato carri Leopard 1, M113, VCC e blindo Fiat 6616.

## Galleria d'immagini

### Foto storiche

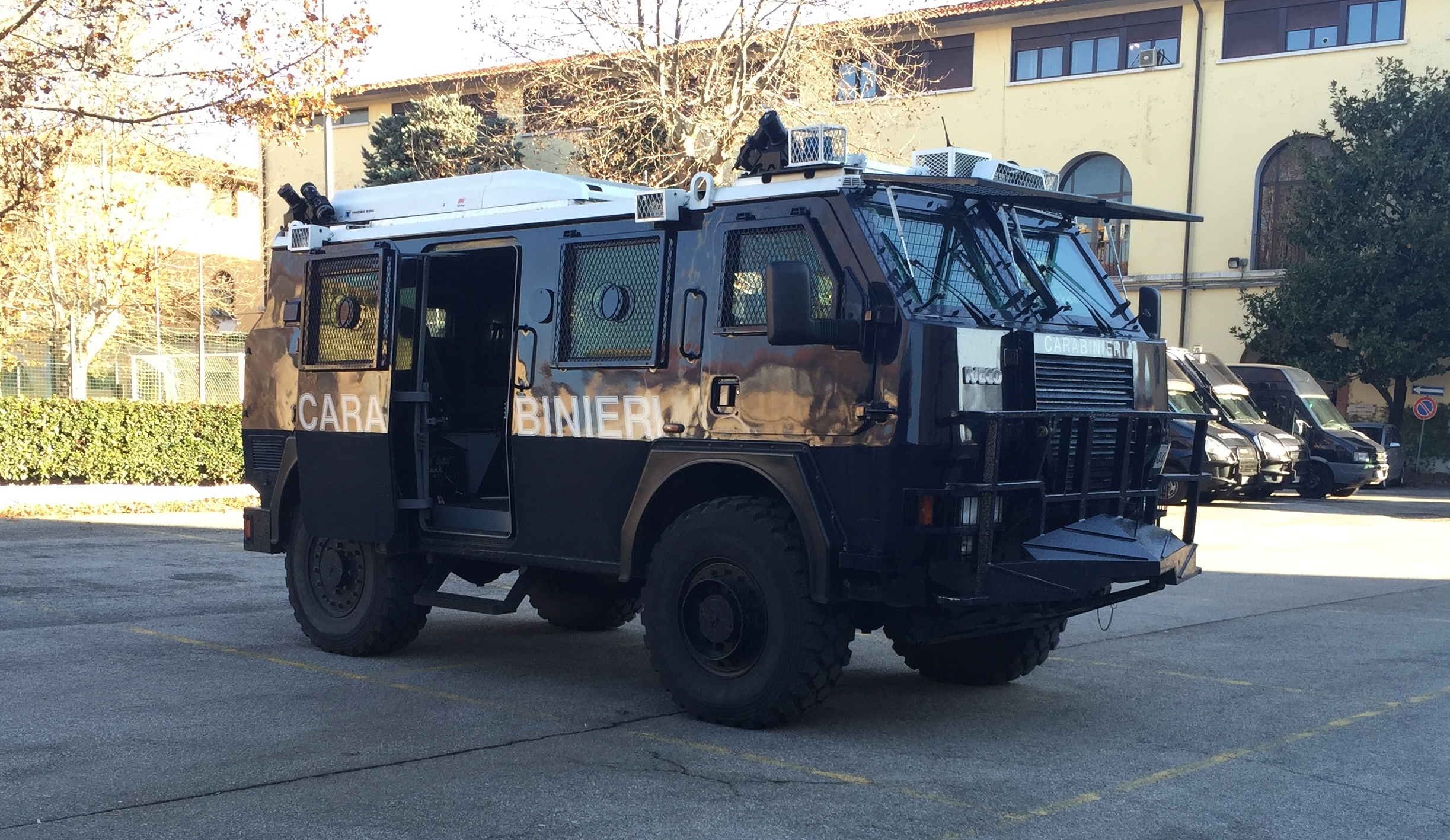
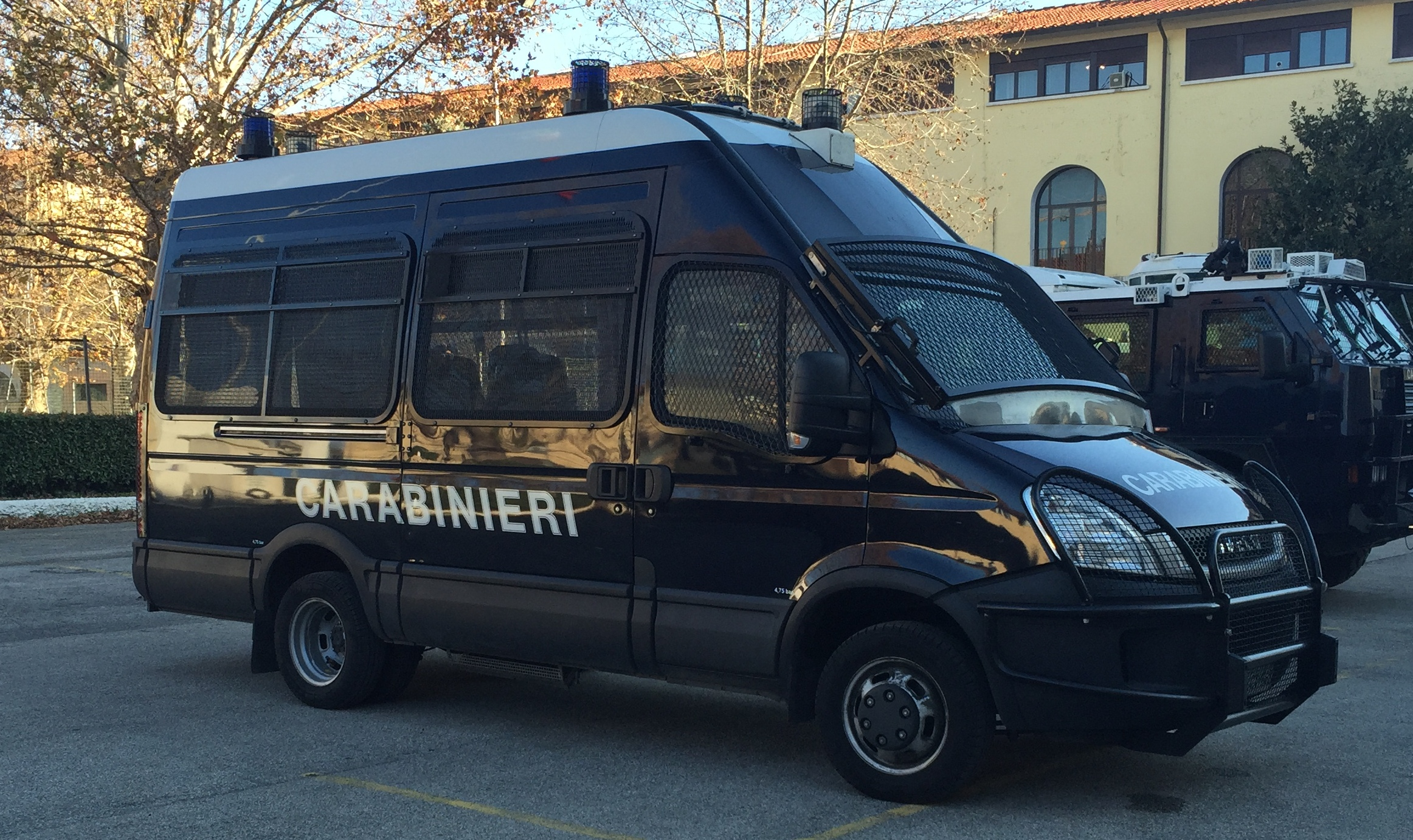
Iveco C-17.